# Coryphaenoides brevibarbis
Coryphaenoides brevibarbis es una especie de pez de la familia Macrouridae en el orden de los Gadiformes.

## Morfología
• Los machos pueden llegar alcanzar los 35 cm de longitud total.

## Alimentación
Come crustáceos pequeños y gusanos.

## Hábitat
Es un pez de aguas profundas que vive 1.500-4.700 entre m de profundidad.

## Distribución geográfica
Se encuentra desde la costa este del sur de Groenlandia hasta las Azores y desde Irlanda hasta el mar Cantábrico y el norte de la península ibérica. También está presente en Islandia y en la costa  atlántica de Norteamérica.